# قشلاق خانة (خورخورة)
قشلاق خانة (بالفارسية: قشلاق خانه) هي قرية تقع في إيران في قسم خورخورة الريفي.